# Rämeenjärvi
Rämeenjärvi eller ryska: Ozero Ryamen-Yarvi är en sjö i Finland. Den ligger i kommunen Tohmajärvi i landskapet Norra Karelen, i den sydöstra delen av landet, 400 km nordost om huvudstaden Helsingfors. Rämeenjärvi ligger 78,4 meter över havet. Arean är 96 hektar och strandlinjen är 5,47 kilometer lång. Sjön  ingår i Tohmajokis huvudavrinningsområde.   I omgivningarna runt Rämeenjärvi växer i huvudsak barrskog.